# Price (Utah)
Price je správní město okresu Carbon County ve státě Utah. K roku 2000 zde žilo 8 402 obyvatel. S celkovou rozlohou 11 km² je hustota zalidnění 764,4 obyv. / km². Nachází se zde univerzita USU-College of Eastern Utah a muzeum USU Eastern Prehistoric Museum.